# دستگاه دفعی
دستگاه دفعی یک دستگاه زیستی است که مواد اضافی و غیر ضروری را از مایعات بدن یک جاندار خارج می‌کند تا به حفظ هموستاز شیمیایی داخلی و جلوگیری از آسیب به بدن کمک کند. عملکرد دوگانهٔ دستگاه دفعی، حذف مواد زائد متابولیسم و تخلیهٔ اجزای مصرف شده و تجزیه شده در حالت مایع و گاز از بدن است. در انسان و سایر آب‌پرده‌داران (پستانداران، پرندگان و خزندگان) بیشتر این مواد به‌صورت ادرار و بخشی از آن مواد با بازدم از بدن خارج می‌شوند. پستانداران همچنین آن‌ها را از طریق عرق‌کردن دفع می‌کنند.
فقط اندام‌هایی که به‌طور خاص برای دفع استفاده می‌شوند بخشی از دستگاه دفعی در نظر گرفته می‌شوند. در معنای محدود، این اصطلاح به سیستم ادراری اشاره دارد. با این‌حال، از آن‌جایی که دفع، شامل چندین عملکرد است، معمولاً در طبقه‌بندی‌های رسمی‌تر آناتومیک از نام دستگاه دفعی استفاده می‌شود.

## اجزا

### دستگاه ادراری
کلیه‌ها اندام‌های بزرگ و لوبیایی‌شکلی هستند که در هر طرف ستون مهره‌ها در حفره شکمی وجود دارند. انسان دو کلیه دارد و خون هر کلیه از سرخرگ کلیوی تأمین می‌شود. کلیه‌ها مواد زائد نیتروژن‌دار مانند اوره و همچنین املاح و آب اضافی را از خون خارج کرده و به‌صورت ادرار دفع می‌کنند. این کار با کمک میلیون‌ها نفرون موجود در کلیه‌ها انجام می‌شود. خون تصفیه‌شده توسط سیاهرگ کلیوی از کلیه‌ها خارج می‌شود. ادرار از کلیه توسط میزنای، از کلیه‌ها جمع‌آوری می‌شود و به مثانه منتقل می‌شود. مثانه ادرار را تا زمان ادرار کردن، جمع‌آوری و ذخیره می‌کند. ادرار جمع‌آوری شده در مثانه از طریق مجرای ادرار از بدن به محیط خارجی منتقل می‌شود.

### دستگاه تنفسی
یکی از وظایف اصلی ریه‌ها پخش مواد زائد گازی مانند دی‌اکسید کربن از جریان خون به‌ عنوان بخشی از تنفس است.

### دستگاه گوارش
عملکرد اصلی رودهٔ بزرگ انتقال ذرات غذا و بیرون راندن قسمت‌های غیرقابل گوارش است، اما همچنین مواد زائد را از سراسر بدن جمع‌آوری می‌کند. رنگ قهوه‌ای معمول فضولات پستانداران به‌دلیل وجود مادهٔ بیلی‌روبین است که محصول کاتابولیسم هم است. قسمت پایینی رودهٔ بزرگ نیز آب قابل استفادهٔ باقی‌مانده را استخراج می‌کند و سپس مواد زائد جامد را خارج می‌کند.

### دستگاه صفراوی
کبد مواد شیمیایی، سموم و ترکیباتی که وارد بدن می‌شوند را سم‌زدایی و تجزیه می‌کند. برای مثال، کبد آمونیاک (که سمی است) را در ماهی‌ها، دوزیستان و پستانداران به اوره و در پرندگان و خزندگان به اسید اوریک تبدیل می‌کند. اوره توسط کلیه به ادرار یا از طریق آبشش در ماهی‌ها و نوزاد قورباغه فیلتر می‌شود. اسید اوریک خمیرمانند است و به‌عنوان مواد زائد نیمه‌جامد (به‌رنگ سفید در مدفوع پرندگان) دفع می‌شود. کبد همچنین صفرا تولید می‌کند و بدن از صفرا برای تجزیهٔ چربی‌ها به چربی‌های قابل استفاده و مواد زائد، استفاده می‌کند.
بی‌مهرگان کبد ندارند، اما جاندارانی مانند حشرات، دارای تعدادی رودهٔ کور هستند که عملکردهای مشابهی را انجام می‌دهند. بی‌مهرگان دریایی نیازی به تبدیل آمونیاک ندارند، زیرا معمولاً می‌توانند آمونیاک را مستقیماً از طریق انتشار از طریق پوست خود دفع کنند.

### دستگاه پوششی

#### پوست
غده عرق آپوکرین در پوست مواد زائد مایعی با نام عرق ترشح می‌کنند. با این‌حال، عملکرد اصلی پوست، کنترل دما و آزادسازی فرومون است؛ بنابراین نقش آن به‌عنوان بخشی از دستگاه دفعی حداقل است. همچنین تعریق باعث حفظ سطح نمک در بدن می‌شود.
در پستانداران، پوست عرق را از طریق غدد عرق در سراسر بدن دفع می‌کند. عرق تبخیر می‌شود و به خنک نگه داشتن بدن در زمانی که محیط، گرم است کمک می‌کند. در دوزیستان، ریه‌ها بسیار ساده هستند و مانند چهاراندامان دیگر، فاقد اندام‌های لازم برای بازدم هستند؛ بنابراین، پوست مرطوب آن‌ها برای کمک به پاکسازی خون از دی‌اکسید کربن ضروری است و همچنین اجازه می‌دهد تا اوره از طریق انتشار در هنگام حضور آن‌ها در زیر آب، خارج شود.
در بی‌مهرگان دریایی با جثهٔ کوچک، پوست مهم‌ترین اندام دفعی است. این امر به‌ویژه در مورد گروه‌های بدون سلوم مانند گزنده‌تباران، کرم‌های پهن و روبانیان صادق است، که هیچ حفره بدنی ندارند و بنابراین مایع بدنی ندارند که بتوان توسط نفرون‌ها تخلیه یا تصفیه شود.

#### غدد اکرین
مانند غدد عرق آپوکرین، غدد اکرین اجازه می‌دهند آب اضافی از بدن خارج شود. بیشتر غدد اکرین عمدتاً در پیشانی، کف پا و کف دست قرار دارند، اگرچه غدد در همه‌جای بدن وجود دارند. آن‌ها به بدن کمک می‌کنند تا دما را کنترل کند. غدد اکرین در پوست، مختص پستانداران است.